# Kaisersesch
Kaisersesch is een plaats in de Duitse deelstaat Rijnland-Palts en maakt deel uit van de Landkreis Cochem-Zell.
Kaisersesch telt 3.172 inwoners.

## Bestuur
De plaats is een Ortsgemeinde en maakt deel uit van de Verbandsgemeinde Kaisersesch.

## Galerij

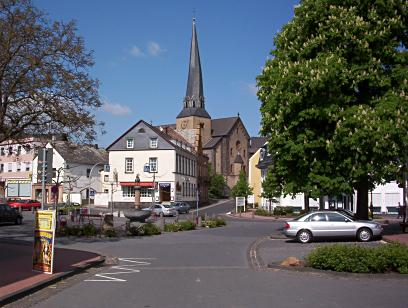
Centrum en kerk Kaisersesch met gedraaide toren
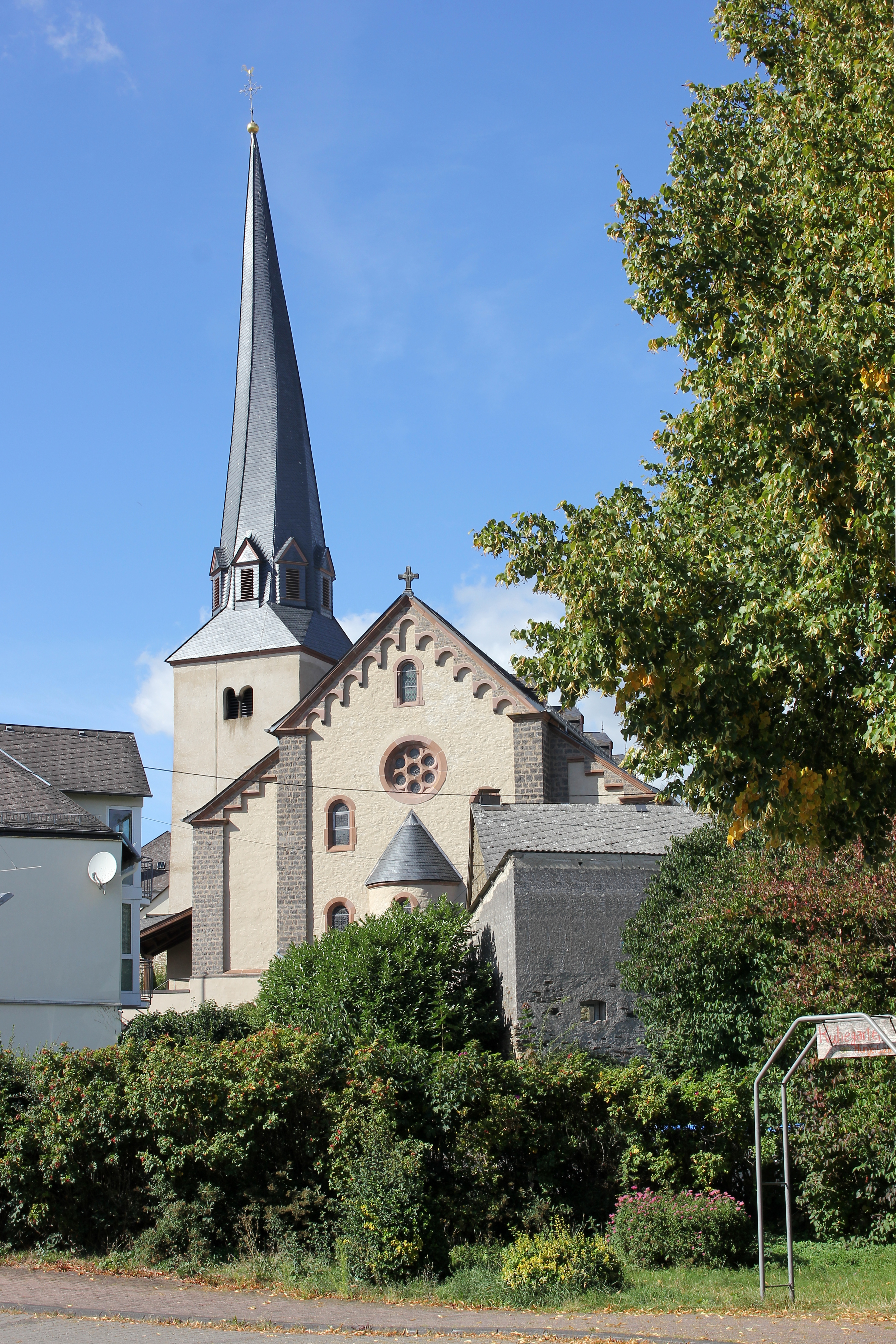
Kerk St. Pankratius